# Stuiterbal

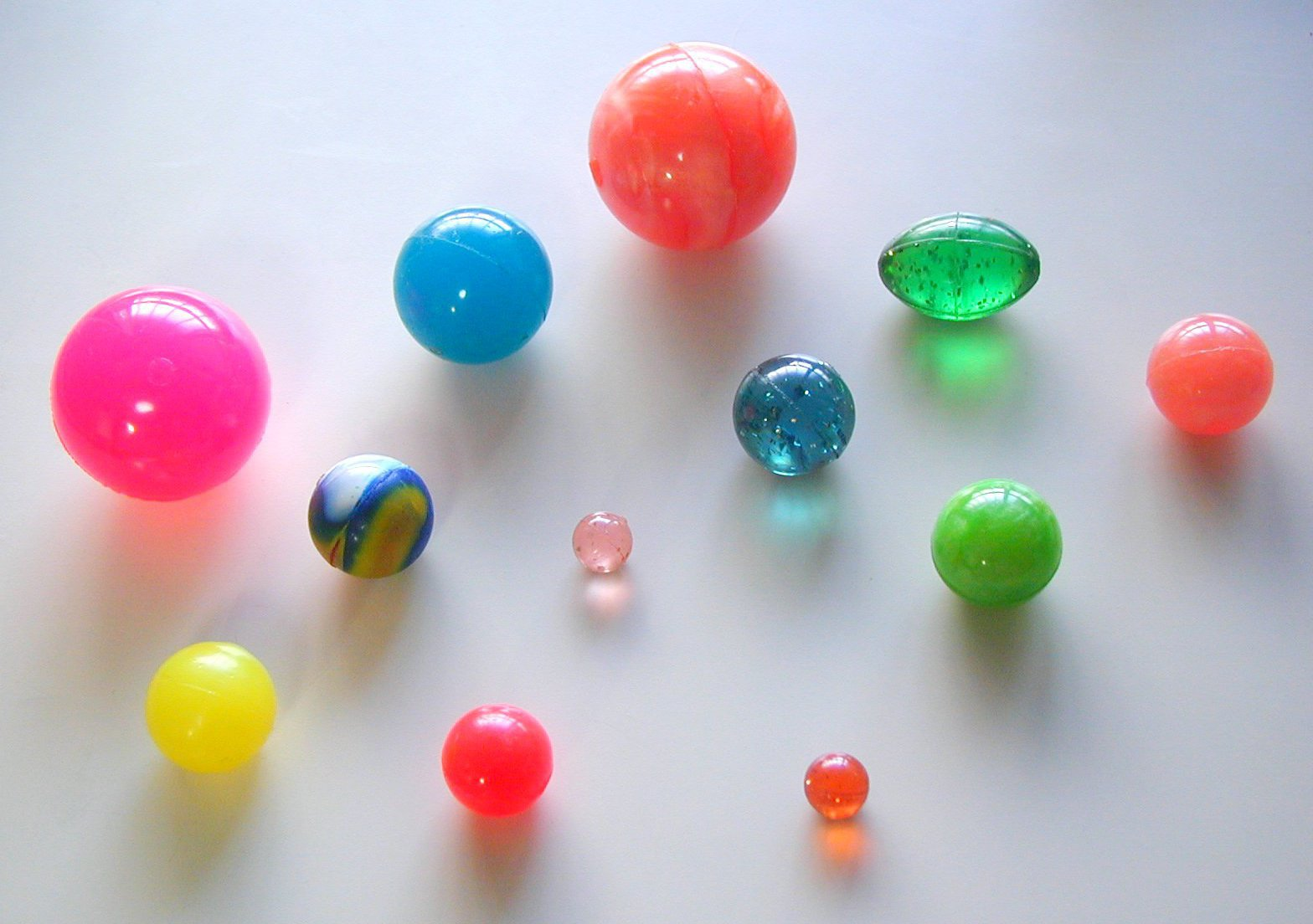
Diverse stuiterballen

Een stuiterbal is een kleine massieve bal die gemaakt is van elastisch materiaal zoals rubber of siliconen. De bal stuitert na met kracht te zijn geworpen meerdere malen, waarbij hij soms onvoorspelbaar van richting verandert.
Een stuiterbal kan na een keer stuiteren 80% van zijn kinetische energie behouden. Jongleurs gebruiken voor dit doel speciale stuiterballen van silicoon met tot 90% stuiterrendement.
In delen van het zuiden van Nederland noemt men stuiterbal ook wel butsbal of botsbal en in Vlaanderen spreekt men overwegend van springbal.